# Pyrausta petrosarca
Pyrausta petrosarca là một loài bướm đêm trong họ Crambidae.